# Grand Canyon Airlines

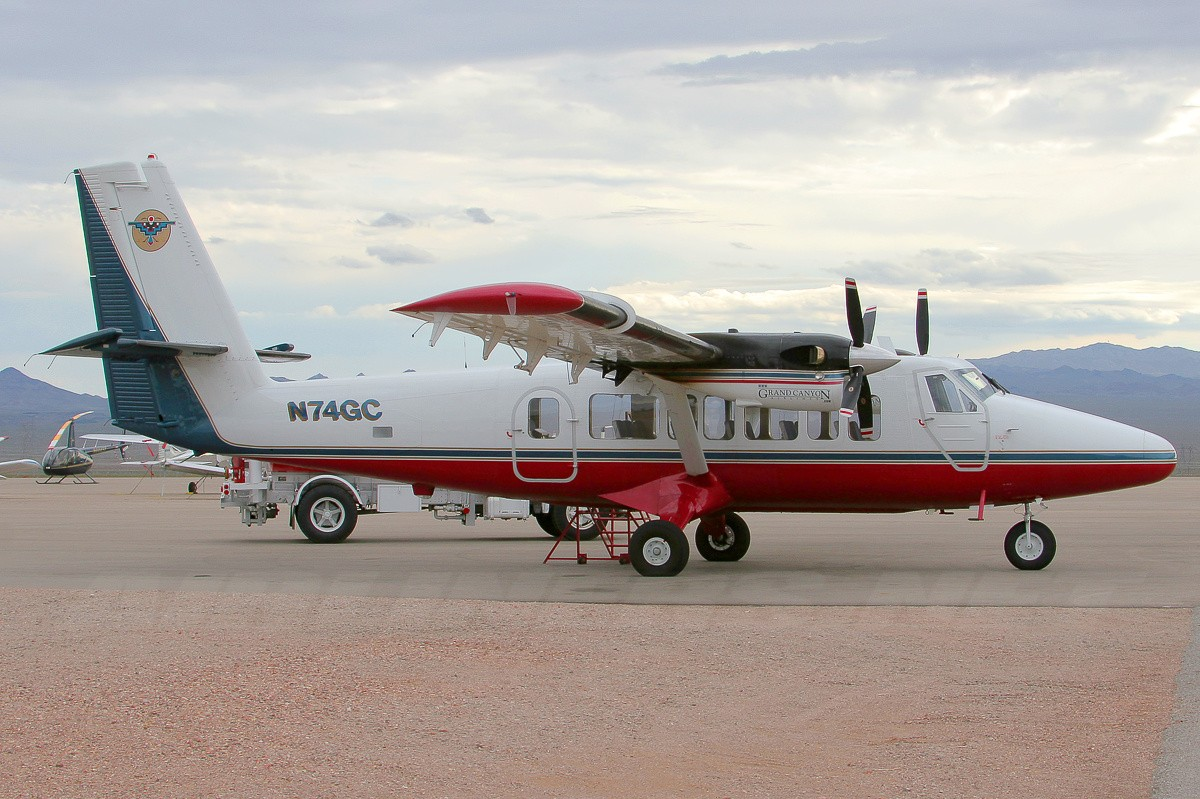
de Havilland Canada DHC-6 Twin Otter авиакомпании Grand Canyon Airlines в муниципальном аэропорту Боулдер-Сити

Grand Canyon Airlines — американская авиакомпания местного значения со штаб-квартирой в статистически обособленной местности Тусаян (Аризона), работающая в сфере регулярных и чартерных пассажирских перевозок между населёнными пунктами штатов Аризона и Невада, главным образом над территорией национального парка Гранд-Каньон.
Портом приписки перевозчика и его главным транзитным узлом (хабом) является аэропорт национального парка Гранд-Каньон.
Авиакомпания принадлежит бизнесмену Эллингу Хэлворсону. В марте 2007 году в штате компании состояло 70 сотрудников.

## История
Авиакомпания Scenic Airways была основана в 1927 году Джимом Паркером Ван Зандтом и начала операционную деятельность в том же году с выполнения нерегулярных рейсов на самолётах Stinson SM-1 Detroiter и Ford Trimotor. В 1930 году компания сменила официальное название на действующее в настоящее время Grand Canyon Airlines.
19 марта 2009 года авиакомпания перенесла обслуживание своих рейсов в новый собственный терминал «Boulder City Aerocenter» площадью 2800 квадратных метров аэропорта Боулдер-Сити.

## Маршрутная сеть

### Пункты регулярных перевозок
- Аризона
  - Гранд-Каньон — аэропорт национального парка Гранд-Каньон
  - Пейдж
- Невада
  - Боулдер-Сити — муниципальный аэропорт Боулдер-Сити

### Постоянные чартерные перевозки
- Гранд-Каньон
- Гранд-Каньон-Уэст
- Долина монументов

## Флот
По состоянию на январь 2009 года воздушный флот авиакомпании Grand Canyon Airlines составляли следующие самолёты:
- de Havilland Canada DHC-6 Twin Otter — 16 ед.
- Cessna 208B Caravan — 3 ед.

## Авиапроисшествия и несчастные случаи
- 18 июня 1986 года. Во время совершения экскурсионных полётов над территорией национального парка Гранд-Каньон столкнулись самолёт de Havilland Canada DHC-6-300 Grand Canyon Airlines и вертолёт Bell 206 JetRanger авиакомпании Helitech Helicopters. В катастрофе погибли все 25 человек, находившиеся на бортах обоих воздушных судов[7].
- 27 сентября 1989 года. Лайнер de Havilland Canada DHC-6-300 при попытке ухода на второй круг разбился в пределах территории аэропорта национального парка Гранд-Каньон. Погибли оба пилота и восемь из девятнадцати пассажиров на борту самолёта[8].